# Polikouchka
Polikouchka (en russe : Поликушка) est une nouvelle de Léon Tolstoï parue en 1863.
Cette nouvelle dramatique basée sur un fait divers réel dépeint tout d'abord le tirage au sort de trois serfs que le village doit fournir aux autorités militaires, puis le drame causé par la perte d'une enveloppe par un serf.
Le service militaire dans l'Empire russe durait vingt-cinq ans, et faisait qu’un homme nommé ne revenait au village que vieillard, sa femme ne survivait le plus souvent qu'en se prostituant. Le service militaire a été ramené à cinq ans en 1874.

## Historique
Polikouchka a été initialement publiée dans la revue Le Messager russe. L’auteur la qualifiait de « bavardage sur le premier thème venu d’un homme tenant la plume ».

## Résumé
L’intendant Yégor Mikhaïlovitch discute avec sa patronne, la Baryna. Qui sera le troisième serf désigné pour le service militaire ? Un des Doutlov ou Polikouchka ? Yégor veut épargner le vieux Doutlov, car il est sobre, honnête et travailleur. La Baryna veut laisser Polikouchka à sa famille, car il a une femme, cinq enfants à charge et qu’il s’est amendé après les vols qu’il avait commis.
Elle décide de ne rien décider et laissera le Mir trancher. Cependant, pour tester Polikouchka, elle le désigne pour aller chercher quatre cent soixante-deux roubles à la ville voisine.
Pendant ce temps se tient le Mir, l’assemblée rurale qui doit donner son avis sur les noms des recrues. Chaque moujik fait valoir ses arguments pour ne pas avoir à remettre un homme de sa famille ; tel a son frère qui est parti à l’armée et dont il n’a jamais eu de nouvelles, tel autre a eu son grand-père qui a servi le tsar, tel autre n’a que deux fils et voudrait que soit désignée une famille qui a trois fils, etc. Finalement, les moujiks désignent la famille Doutlov, on tire au sort entre les trois jeunes Doutlov, c’est Ilyouchka, le neveu du vieux Doutlov, qui est désigné. Jeune marié, il comprend qu’il va partir pour vingt-cinq ans de service militaire, sans espoir de retour avant le terme. 
Polikouchka fait ses préparatifs pour le voyage. Pour braver le froid, il réquisitionne les habits chauds de toute la famille, sérieux, il passe sans s’arrêter devant deux cabarets. Arrivé à la ville, on lui remet l’argent. Il est heureux d’avoir cette mission de confiance. Le soir, il couche dans l’hôtellerie.
Pendant la nuit arrivent les recrues du village avec l’escorte, dont Ilyouchka Doutlov, qui a laissé sa femme et part le lendemain pour vingt-cinq années de service militaire. Immédiatement, Ilyouchka insulte son oncle « Je te tue n’approche pas sauvage… C’est le sang de ton frère que tu bois, sangsue ». Il réclame de la vodka, il se bat, le staroste et son oncle sont obligés de l’attacher. 
Polikeï part à l’aube, mais en arrivant à Pokrovskoïe, il s’aperçoit qu’il a perdu l’enveloppe contenant les billets. Il repart immédiatement en sens inverse, pensant qu'elle a dû tomber. Il cherche, mais ne trouve pas. De retour chez lui, il se pend dans le grenier. Akoulina, sa femme, devient folle quand elle constate, après la mort de son mari, celle de son dernier-né, un nourrisson, que, dans son effroi, elle a laissé seul dans l'auge où elle le lavait et qui s'est noyé. 
Le soir même, Sémione Doutlov qui est rentré de la ville par le même chemin que Polikeï, se présente chez la Baryna : il a trouvé une enveloppe. Madame ne veut pas de cet argent et ordonne que Doutlov garde la somme. Doutlov décide de racheter son neveu, il s’agit de payer trois cents roubles à un homme qui remplacera son neveu pour le service militaire. Malgré les mots injurieux qu’a eu Ilyouchka la veille, il repart en ville le racheter.
En partant, la famille croise la jeune recrue Aliokha qui a remplacé Ilyouchka. Ivre, il danse, pleure sur son sort puis s’effondre en les insultant.

## Personnages
- La Baryna, propriétaire du village de Pokrovskoïe et des serfs, ne veut pas faire le mal sans chercher à faire le bien.
- Doutlov, Sémione, vieux serf, honnête, travailleur.
- Doutlov, Ilyouchka ou Ilya, neveu de Doutlov, le sort le désigne pour le service militaire.
- Mikhaïlovitch, Yégor, intendant, ancien serf domestique.
- Polikouchka, diminutif de Polikeï, serf attaché à l’écurie.
- Akoulina, femme de Polikouchka.

## Extraits
- « Il savourait le sentiment de se dire que c’était bien lui Polikeï, le méprisé, le bafoué, qui détenait tant d’argent et qui le rapporterait fidèlement. »
- « C’est ma fripouille d’oncle qui fait mon malheur, répéta Ilya d’un ton de froide colère
– Son bien, voilà ce qu’il plaint… Maman m’a dit que l’intendant lui conseillait de payer un remplaçant. Il ne veut pas, mon frère et moi, on n’y a donc pas apporté assez à la maison, depuis qu'on y est ? »

## Adaptations au cinéma
- 1922 : Polikouchka, film muet d'Alexandre Sanine (ru), scénario de Fedor Ozep
- 1958 : Polikuschka, film de Carmine Gallone

## Éditions françaises
- Polikouchka (trad. Gustave Aucouturier), Gallimard, « Bibliothèque de la Pléiade », 1960  (ISBN 2 07 010565 2).
- Polikouchka  (trad. J.-Wladimir Bienstock), Paris, Ginkgo éditeur, coll. « Petite Bibliothèque slave », 2024, 128 p. (ISBN 978-2-84679-581-4)